# Louis-Isaac Lemaistre de Sacy

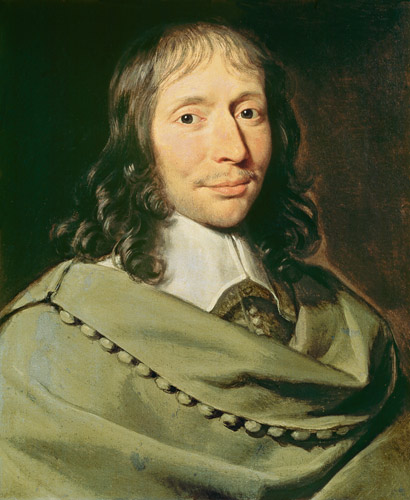
Louis-Isaac Lemaistre de Sacy.

Louis-Isaac Lemaistre de Sacy, född den 29 mars 1613 i Paris, död den 4 januari 1684 i Pomponne, var en fransk jansenist.
Lemaistre de Sacy var medlem av det ryktbara klostret Port-Royal samt ägnade sig där åt undervisning och översättning av klassiska verk. Mest bekant är han dock dels genom en skrift (1654) mot jesuiterna, dels genom ett stort fransk-latinskt bibelverk (32 band, 1682-1706), dels genom en bibelöversättning, den så kallade bible de Sacy, som förbjöds av Rom.